# Leonie Fiebig
Leonie Fiebig, född 24 maj 1990 i Minden, är en tysk bobåkare.

## Karriär
Vid EM 2025 i Lillehammer tog Fiebig silver tillsammans med Kim Kalicki i tvåmannabob.